# Jesús Cruz Martín
Jesús Cruz Martín Pérez (Vertavillo, Palencia, 14 de noviembre de 1963) es un ex ciclista profesional español, apodado El Pantera. 
Formado como ciclista en Madrid, tuvo una trayectoria discreta, pero selecta. Su principal victoria fue la etapa de la Vuelta a España de 1991, con inicio en Sevilla y meta en Jaén. Destacó como rodador, especialista en grandes escapadas. 

## Palmarés
1986
- Campeonato de España de persecución
- 1 etapa de la Vuelta a los Valles Mineros

1988
- Memorial Manuel Galera

1991
- 1 etapa de la Vuelta a España
- 1 etapa de la Vuelta y Ruta de México

## Equipos
- Zor (1986)
- BH Sport (1987)
- CLAS (1988)
- ONCE (1989)
- Banesto (1990)
- Wigarma (1991-1992)